# Venceslaus Spourni
Venceslaus Spourni, o Wenceslaus Joseph Spourni oppure anche Václav Spurný (1700 ? – Parigi, 1754), è stato un violoncellista e compositore ceco del periodo barocco, attivo in Francia.

## Biografia
Le notizie sulle sue origini e formazione sono oscure così come sono esigue le informazioni sulla sua attività. Dimenticato dalla critica per un paio di secoli, le prime scarne informazioni storiche su Spourni vennero pubblicate da Jan Němeček nel 1955: da queste apprendiamo soltanto che iniziò la sua carriera artistica a Mannheim per poi spostarsi a Parigi. Nella capitale francese sappiamo che nel 1740 entrò a servizio del principe di Carignano . L'importante aristocratico morì nel 1741, pesantemente indebitato. Ancora sei anni dopo ritroviamo Spourni citato nel libro dei debiti da onorare da parte degli eredi del principe, dove appare come il maggior creditore fra i musicistii: ben 4.475 lire tornesi di stipendi arretrati. Il violoncellista comunque, almeno fino al 1743, pubblicò le sue opere firmandole come «compositore del fu […] Principe di Carignano». Il musicista, per quanto sicuramente stimato, pare non abbia goduto di altre buone opportunità nell'ambiente parigino dopo la dipartita del Carognano.
Un cenno di diffusione della memoria del personaggio si deve all'inserimento di una sua composizione nella raccolta Six solos for Two Violoncellos, composed by Signor Bononcini and other eminent Authors edita a Londra nel 1748 da John Simpson. Nella fortunata pubblicazione il «Sig.r Spourni» appare accanto agli altri celebrati autori e virtuosi Giovanni Bononcini, Giuseppe Sammartini, Giovanni Porta, Andrea Caporale, Pasqualino de Marzis, tutti attivi con successo nella capitale britannica. Invece il ceco pare già noto al pubblico inglese soltanto per la pubblicazione delle Six Sonates for a German Flute, a Violin and a Through Bass for the Harpsicord or Violoncello, stampate all'incirca nello stesso periodo.
La sonata pubblicata nella raccolta di Simpson era estratta dalla sue Six Sonates Op. IV pour Deux Violoncelles pubblicate a Parigi da Leclerc le Cadet e Madame Bonvin nel 1741/1742.
Dai cataloghi dell'editore Leclerc abbiamo notizia di una raccolta di composizioni senza numero d'opera contenente tre concerti per tre violini e basso e tre sinfonie per due violini e due bassi; seguì l'op. 6  con sonate per musette oppure viella, violino e basso; fu probabilmente immediatamente successiva alla citata op. 4 la raccolta di sei sonate a due violoncelli, pubblicata a Lione ma in vendita da Leclerc; nel 1743 pubblicò sei suonate per due flauti traversi senza basso senza numero d'opera (con queste iniziò ad omettere il nome del suo defunto datore di lavoro) e il Première concert burlesque per un trio di violini, flauti e bassi; nel 1743 e 1744 pubblicò le opere 12 e 13 per due violoncelli, andate perdute; sempre nel '44 pubblicò l'op. 14 con sei sonate per due violoncelli obbligati.
Le sonate per violoncello dell'opera quarta appaiono pienamente dello stile compositivo italiano mentre le prime quattro di quelle senza numero d'opera del 1743 seguono uno stile francese ma Spourni ritornò a quello italiano nelle ultime due. La cosa ha sollecitato l'ipotesi di una sua formazione a contatto con qualche maestro proveniente dalla penisola: forse il padovano Antonio Vandini a Praga dal 1722 al 1726 o forse con il livornese Jean-Baptiste Stuck anch'egli al soldo del Carignano?